# خون‌بازی (فیلم)
خون‌بازی فیلمی ساختهٔ رخشان بنی اعتماد و محسن عبدالوهاب محصول سال ۱۳۸۵ است.

## خلاصه فیلم
«سارا» معتاد به مواد مخدر است. آرش نامزدش که در تورنتوی کانادا درس می‌خواند از اعتیاد او بی‌خبر است. یک ماه پیش از آن که آرش برای برگزاری مراسم ازدواج به ایران بیاید سارا تصمیم می‌گیرد تا اعتیادش را ترک کند. سارا همراه مادرش عازم سفر می‌شود. تصمیمی سخت در کشاکش وسوسه و مقاومت و…

## بازیگران
| بازیگر       | نقش     |
| ------------ | ------- |
| باران کوثری  | سارا    |
| بیتا فرهی    | سیما    |
| مسعود رایگان | احمدرضا |
| بهرام رادان  | ارش     |

## توضیحات
نام فیلم در ابتدا سفر رؤیا بود که با پیشنهاد باران کوثری و موافقت تهیه‌کننده و کارگردان و به دلیل تناسب بهتر با موضوع و محتوای فیلم به خون بازی تغییر پیدا کرد.

## جوایز
- جایزه بهترین کارگردانی؛ رخشان بنی اعتماد، محسن عبدالوهاب؛ نخستین دوره جشنواره آسیا پاسیفیک؛ استرالیا (۱۳۸۶)
- تندیس؛ بهترین کارگردانی؛ رخشان بنی اعتماد، محسن عبدالوهاب؛ یازدهمین جشن خانه سینما؛ بخش مسابقه فیلم بلند (۱۳۸۶)
- تندیس؛ بهترین بازیگر نقش اول زن؛ باران کوثری؛ یازدهمین جشن خانه سینما؛ بخش مسابقه فیلم بلند (۱۳۸۶)
- تندیس؛ بهترین صدابرداری؛ یدالله نجفی؛ یازدهمین جشن خانه سینما؛ بخش مسابقه فیلم بلند (۱۳۸۶)
- تندیس حافظ؛ بهترین فیلم؛ جهانگیر کوثری، رخشان بنی اعتماد؛ دهمین جشن دنیای تصویر؛ بخش آثار سینمایی (۱۳۸۶)
- تندیس حافظ؛ بهترین فیلمبرداری؛ محمود کلاری؛ دهمین جشن دنیای تصویر؛ بخش آثار سینمایی (۱۳۸۶)
- تندیس حافظ؛ بهترین چهره پردازی؛ مهرداد میرکیانی؛ دهمین جشن دنیای تصویر؛ بخش آثار سینمایی (۱۳۸۶)
- تندیس حافظ؛ بهترین کار صدا؛ محمدرضا دلپاک؛ دهمین جشن دنیای تصویر؛ بخش آثار سینمایی (۱۳۸۶)
- سیمرغ بلورین؛ بهترین بازیگر نقش اول زن؛ باران کوثری؛ بیست و پنجمین جشنواره بین‌المللی فیلم فجر؛ بخش مسابقه سینمای ایران (سودای سیمرغ) (۱۳۸۵)
- سیمرغ بلورین؛ بهترین فیلمنامه؛ فرید مصطفوی، محسن عبدالوهاب، نغمه ثمینی، رخشان بنی اعتماد؛ بیست و پنجمین جشنواره بین‌المللی فیلم فجر؛ بخش مسابقه سینمای ایران (سودای سیمرغ) (۱۳۸۵)
- سیمرغ بلورین؛ ویژه هنر و تجربه؛ محمود کلاری؛ بیست و پنجمین جشنواره بین‌المللی فیلم فجر؛ بخش مسابقه سینمای ایران (سودای سیمرغ) (۱۳۸۵)
- سیمرغ بلورین؛ بهترین چهره پردازی؛ مهرداد میر کیانی؛ بیست و پنجمین جشنواره بین‌المللی فیلم فجر؛ بخش مسابقه سینمای ایران (سودای سیمرغ) (۱۳۸۵)
- سیمرغ بلورین؛ بهترین تدوین؛ سپیده عبدالوهاب؛ بیست و پنجمین جشنواره بین‌المللی فیلم فجر؛ بخش مسابقه سینمای ایران (سودای سیمرغ) (۱۳۸۵)
- سیمرغ بلورین؛ بهترین کارگردانی؛ رخشان بنی اعتماد، محسن عبدالوهاب؛ بیست و پنجمین جشنواره بین‌المللی فیلم فجر؛ بخش مسابقه بین‌الملل (جام جهان‌نما) (۱۳۸۵)
- دیپلم افتخار؛ بهترین نقش آفرینی؛ باران کوثری؛ بیست و پنجمین جشنواره بین‌المللی فیلم فجر؛ بخش مسابقه بین‌الملل (جام جهان‌نما) (۱۳۸۵)
- تندیس؛ بهترین فیلم؛ جهانگیر کوثری، رخشان بنی اعتماد؛ دومین جشنواره فیلم شهر تهران (۱۳۸۵)